# Plan de numérotation en Océanie
Les numéros de téléphone des États d'Océanie ont un indicatif international commençant par 6. Voici une liste des indicatifs des différents pays et territoires d'Océanie. 
| Pays                              | Indicatif téléphonique                                                   | Longueur en chiffres du numéro de téléphone | Plan de numérotation | Préfixe d'appel international | Article Wikipédia principal                                    |
| --------------------------------- | ------------------------------------------------------------------------ | ------------------------------------------- | -------------------- | ----------------------------- | -------------------------------------------------------------- |
| Australie                         | +61                                                                      | 9                                           | fixe                 | 0011                          | Plan de numérotation en Australie                              |
| Territoire antarctique australien | +672 1x                                                                  | 6                                           |                      | 00                            | Plan de numérotation dans le Territoire antarctique australien |
| Île Christmas                     | +61 8 9164                                                               | 4                                           | fixe                 | 0011                          | Plan de numérotation en Australie                              |
| Îles Cocos                        | +61 8 9162                                                               | 4                                           | fixe                 | 0011                          | Plan de numérotation en Australie                              |
| Île Norfolk                       | +672 3                                                                   | 6                                           |                      | 00                            | Plan de numérotation en Australie                              |
| Île de Pâques                     | +56 32                                                                   |                                             |                      | 00                            | Plan de numérotation au Chili                                  |
| Timor oriental                    | +670                                                                     | 7                                           | fixe                 | 00                            | Plan de numérotation au Timor oriental                         |
| États fédérés de Micronésie       | +691                                                                     | 7                                           | fixe                 | 011                           | Plan de numérotation dans les États fédérés de Micronésie      |
| Fidji                             | +679                                                                     | 7                                           | fixe                 | 00                            | Plan de numérotation aux Fidji                                 |
| Polynésie française               | +689                                                                     | 8                                           | fixe                 | 00                            | Plan de numérotation en Polynésie Française                    |
| Kiribati                          | +686                                                                     | 8                                           | fixe                 | 00                            | Plan de numérotation aux Kiribati                              |
| Îles Marshall                     | +692                                                                     | 7                                           | fixe                 | 00                            | Plan de numérotation aux Îles Marshall                         |
| Nauru                             | +674                                                                     | 7                                           | fixe                 | 00                            | Plan de numérotation à Nauru                                   |
| Nouvelle-Calédonie                | +687                                                                     | 6                                           | fixe                 | 00                            | Plan de numérotation en Nouvelle-Calédonie                     |
| Nouvelle-Zélande                  | +64                                                                      | 7 à 9                                       | variable             | 00                            | Plan de numérotation en Nouvelle-Zélande                       |
| Îles Cook                         | +682                                                                     | 5                                           | fixe                 | 00                            | Plan de numérotation aux Îles Cook                             |
| Niue                              | +683                                                                     | 4                                           | fixe                 | 00                            | Plan de numérotation à Niue                                    |
| Tokelau                           | +690                                                                     | 5                                           | fixe                 | 00                            | Plan de numérotation au Tokelau                                |
| Palau                             | +680                                                                     | 7                                           | fixe                 | 011 ou 012                    | Plan de numérotation au Palau                                  |
| Papouasie-Nouvelle-Guinée         | +675                                                                     | 7 ou 8                                      | Variable             | 00                            | Plan de numérotation en Papouasie-Nouvelle-Guinée              |
| Îles Pitcairn                     | +64 xx                                                                   | (intégré aux plan Néo-Zélandais)            | fixe                 | 00                            | Plan de numérotation en Nouvelle-Zélande                       |
| Samoa                             | +685                                                                     | 5 à 10                                      | Variable             | 00                            | Plan de numérotation au Samoa                                  |
| Îles Salomon                      | +677                                                                     | 5 (fixes) ou 7 (mobiles)                    | fixe                 | 00 ou 01                      | Plan de numérotation aux Îles Salomon                          |
| Tonga                             | +676                                                                     | 5                                           | fixe                 | 00                            | Plan de numérotation au Tonga                                  |
| Territoires des États-Unis        | +1-670 - Îles Mariannes du Nord +1-671 - Guam +1-684 - Samoa américaines | 10                                          | fixe                 | 00                            | Plan de numérotation nord-américain                            |
| Vanuatu                           | +678                                                                     | 5                                           | fixe                 | 00                            | Plan de numérotation au Vanuatu                                |
| Wallis-et-Futuna                  | +681                                                                     | 6                                           | fixe                 | 00                            | Plan de numérotation à Wallis et Futuna                        |